# Белисими (Империја)
Белисими је насеље у Италији у округу Империја, региону Лигурија.
Према процени из 2011. у насељу је живело 54 становника. Насеље се налази на надморској висини од 256 м.